# Vnesheconombank
VEB.RF (ex-Vnesheconombank, VEB) (del ruso: Внешэкономбанк, ВЭБ) es un banco ruso, y anteriormente soviético, traducido al español como Banco de Actividad Económica Exterior. Comúnmente es llamado Banco Ruso de Desarrollo, aunque se refiere a sí mismo como "la corporación estatal “Banco para el Desarrollo y Asuntos Económicos Exteriores”" (Bank for Development and Foreign Economic Affairs). La institución es utilizada por el gobierno ruso para apoyar el desarrollo de la economía rusa, gestionar la deuda del Estado ruso y los fondos de pensiones. Los planes del gobierno prevén la diversificación de la economía rusa, y para ello recibe fondos directamente del presupuesto estatal.
De 2005 a 2006, tanto los activos como los pasivos del banco se doblaron de en torno a US$6.000 millones a US$12.000 millones, y los ingresos aumentaron de US$239 millones a US$301 millones.

## Organización
Gorkov Sergey Nikolaevich es el presidente del Banco desde 2016.

## Historia
1988, el banco cotizado "Vneshtorgbank de la URSS" renombrado Banco para Asuntos Económicos Exteriores de la URSS (Vnesheconombank de la URSS).
2002, Vnesheconombank fue reestructurado e intensificó sus esfuerzos en servir a los programas del gobierno, reduciendo el tamaño de su negocio comercial y dando prioridad a apoyar al gobierno en las reformas estructurales.
2002, abril, Vnesheconombank fue elegido como agente para invertir temporalmente los activos del fondo de pensiones libre en acciones en moneda extranjera.
2003, enero, VEB fue elegido Compañía de Gestión Estatal (State Trust Management Company) responsable de la inversión los fondos de pensiones. Se formó la subdivisión especial estructural para gestionar los fondos de pensiones.
2007, abril, la Duma Estatal aprueba la ley federal "Sobre el Bando para el Desarrollo" regulando las condiciones legales para el VEB.